# Евтим Полски
Евтим Георгиев Ташов, известен като Евтим Полски, е български революционер, войвода на Вътрешната македонска революционна организация.

## Биография
Роден е в 1886 или в 1891 година в кочанското село Нивичани, тогава в Османската империя, днес в Северна Македония. Син е на дееца на ВМОРО Георги Ташов. След смъртта на баща му в 1910 година го замества като войвода на селската милиция. През Балканската война в 1912 година е доброволец в Македоно-одринското опълчение. След окупацията на Вардарска Македония през Междусъюзническата война в 1914 година става нелегален четник на ВМОРО. От 1915 година е подвойвода в четата на Симеон Клинчарски. Четник е и на Христо Хаджиандонов и Мише Кръстев в 1915 година.
След намесата на България в Първата световна война служи в българската армия. След войната участва във възстановяването на организацията и е сподвижник на Тодор Александров. От 1920 година е нелегален. От края на 1923 година е войвода на царевоселската чета, а след убийството на Тодор Александров става кочански войвода до смъртта си. В 1925 година води 22 четници. Дава редица сражения на сръбски части като в едно от тях убива Яне Стефанович.
Загива в 1931 година край вранското село Прибой при опит за извършване на атентат на железопътната линия.
Синът му Борис Евтимов живее в Кюстендил.